# Mimulopsis
Genre
Mimulopsis Schweinf. est un genre de plantes à fleurs de la famille des Acanthaceae.
C'est le genre type de la sous-tribu des Mimulopsidinae.

## Liste d'espèces
Selon Catalogue of Life (9 janvier 2018) :
- Mimulopsis alpina Chiov.
- Mimulopsis angustata Benoist
- Mimulopsis arborescens C. B. Cl.
- Mimulopsis catatii Benoist
- Mimulopsis champluvierae Eb.Fisch.
- Mimulopsis dasyphylla Mildbr.
- Mimulopsis elliotii C. B. Cl.
- Mimulopsis excellens Lindau
- Mimulopsis glandulosa Baker
- Mimulopsis hildebrandtii Lindau
- Mimulopsis kilimandscharica Lindau
- Mimulopsis lyalliana (Nees) Baron
- Mimulopsis macrantha (Mildbr.) E.A.Tripp
- Mimulopsis madagascariensis (Baker) Benoist
- Mimulopsis marronina (Vollesen) E.A.Tripp
- Mimulopsis runssorica Lindau
- Mimulopsis solmsii Schweinf.
- Mimulopsis speciosa Baker
- Mimulopsis volleseniana E.A.Tripp & T.F.Daniel

Selon NCBI (9 janvier 2018) :
- Mimulopsis arborescens
- Mimulopsis excellens
- Mimulopsis glandulosa
- Mimulopsis kilimandscharica
- Mimulopsis lyalliana
- Mimulopsis solmsii

Selon The Plant List (9 janvier 2018) :
- Mimulopsis alpina Chiov.
- Mimulopsis angustata Benoist
- Mimulopsis arborescens C.B.Clarke
- Mimulopsis catatii Benoist
- Mimulopsis elliotii C.B. Clarke
- Mimulopsis excellens Lindau
- Mimulopsis glandulosa Baker
- Mimulopsis hildebrandtii Lindau
- Mimulopsis kilimandscharica Lindau
- Mimulopsis lyalliana (Nees) Baron
- Mimulopsis madagascariensis (Baker) Benoist
- Mimulopsis runssorica Lindau
- Mimulopsis solmsii Schweinf.
- Mimulopsis speciosa Baker

Selon Tropicos (9 janvier 2018) (Attention liste brute contenant possiblement des synonymes) :
- Mimulopsis affinis Baker
- Mimulopsis alpina Chiov.
- Mimulopsis angustata Benoist
- Mimulopsis arborescens C.B. Clarke
- Mimulopsis armata Benoist
- Mimulopsis catatii Benoist
- Mimulopsis diffusa Baker
- Mimulopsis elliotii C.B. Clarke
- Mimulopsis excellens Lindau
- Mimulopsis forsythii S. Moore
- Mimulopsis glandulosa Baker
- Mimulopsis hildebrandtii Lindau
- Mimulopsis isoglossoides (Lindau) Bremek.
- Mimulopsis kilimandscharica Lindau
- Mimulopsis lanceolata Baker
- Mimulopsis lyalliana (Nees) Baron
- Mimulopsis macrantha (Mildbr.) E.A. Tripp
- Mimulopsis madagascariensis (Baker) Benoist
- Mimulopsis marronina (Vollesen) E.A. Tripp
- Mimulopsis runssorica Lindau
- Mimulopsis schliebenii Mildbr.
- Mimulopsis solmsii Schweinf.
- Mimulopsis speciosa Baker
- Mimulopsis violacea Lindau
- Mimulopsis volleseniana E.A. Tripp & T.F. Daniel